# Norma Bengell

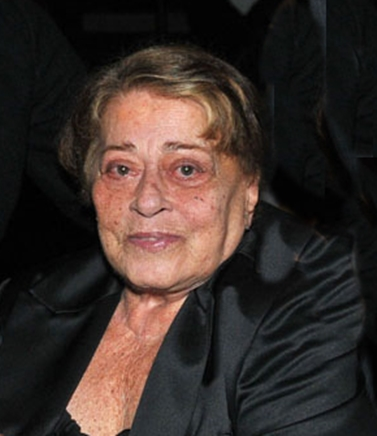
Bengell en 2011.

Norma Aparecida Almeida Pinto Guimarães D'Áurea Bengell (Río de Janeiro, 21 de febrero de 1935- ibídem, 9 de octubre de 2013), más conocida como Norma Bengell, fue una actriz, cantante, directora, productora y guionista brasileña.
Activa en la industria del cine desde 1959, Bengell apareció en numerosas producciones internacionales, entre ellas un largo periodo a mediados de los años sesenta como coprotagonista en producciones italianas. En 1962 actuó en la coproducción argentino-brasilera Socia de alcoba o Carnaval del crimen. Es posiblemente más conocida por haber trabajado con Barry Sullivan en Terror en el espacio, de Mario Bava (1965), y en Los despiadados, de Sergio Corbucci (1967). Tuvo un papel importante como una prostituta en Keeper of Promises de Anselmo Duarte (1962), un drama brasileño que fue nominado para el Premio de la Academia a la Mejor Película Extranjera en 1963 y ganó la Palma de Oro en el Festival de Cannes en 1962. A principios de ese mismo año causó gran controversia después de aparecer desnuda en una escena de la película de Ruy Guerra Os Cafajestes. Debido a ello, es considerada como la primera actriz brasileña en aparecer completamente desnuda en una película.
En 1987 dirigió su primera película, Eternamente Pagu, una biografía de Patrícia Galvão. En 1996, dirigió una adaptación de la novela de José de Alencar Los guaraníes, conocida también como El guaraní.
Murió de cáncer de pulmón a los 78 años de edad, en Río de Janeiro.